# Heisenberg-Modell
Das Heisenberg-Modell (nach Werner Heisenberg) in der quantenmechanischen Formulierung ist ein in der theoretischen Physik viel benutztes mathematisches Modell zur Beschreibung von Ferromagnetismus (sowie Antiferromagnetismus und Ferrimagnetismus) in Festkörpern. Ziel der Betrachtung ist es, experimentell beobachtete Effekte wie die spontane Magnetisierung und die kritischen Exponenten an den Phasenübergängen zu modellieren.
Das Modell dient zur qualitativen Beschreibung von Ferromagnetismus in Isolatoren, für Metalle ist das Hubbard-Modell prinzipiell geeignet.

## Formulierung
1928 haben Werner Heisenberg und Paul Dirac erkannt, dass Ferromagnetismus in einem Festkörper durch einen effektiven Hamiltonoperator {\displaystyle H_{\text{Heis}}} beschrieben werden kann, der die Austauschwechselwirkung zwischen den lokalisierten Elektronen auf dem Kristallgitter modellhaft als Wechselwirkung zwischen den Elektronenspins beschreibt. Die Wechselwirkung ist dabei (zunächst) reduziert auf benachbarte Spins (Nächste-Nachbar-Wechselwirkung). Im Gegensatz zum klassischen Heisenberg-Modell werden die Spins durch Vektoroperatoren ausgedrückt und gehorchen den Regeln der Quantenmechanik:
{\displaystyle H_{\text{Heis}}=-J\sum _{\langle i,j\rangle }{\vec {S_{i}}}\cdot {\vec {S_{j}}}\qquad {\text{mit }}i,j\,\mathrm {n{\ddot {a}}chste\ Nachbarn} }
Dabei
- sind {\displaystyle {\vec {S}}_{i}} und {\displaystyle {\vec {S}}_{j}} die quantenmechanischen Spinoperatoren zu gegebener Spinquantenzahl {\displaystyle s} ({\displaystyle s\in \{{\tfrac {1}{2}},1,{\tfrac {3}{2}},2,\ldots \}})
- beziehen sich die Indizes {\displaystyle i} und {\displaystyle j} auf die Gitterpositionen, wobei das Gitter eine Kette (eindimensionales Heisenberg-Modell), ein zweidimensionales Gitter (z. B. ein hexagonales Gitter) oder eine dreidimensionale Anordnung (z. B. ein kubisches Gitter) sein kann. Der Spin hingegen ist beim Heisenberg-Modell immer dreidimensional, weshalb es auch als Spezialfall des n-Vektor-Modells mit {\displaystyle n=3} bezeichnet wird.
- wird die Austauschwechselwirkung zwischen den lokalisierten Spins durch die Coulomb-Abstoßung und das Pauli-Prinzip verursacht und bei Beschränkung auf Nächste-Nachbar-Wechselwirkung und Isotropie (s. u.) mit einer einzigen Kopplungskonstante {\displaystyle J} ausgedrückt, der Austauschenergie.

Das Modell kann durch eine Verallgemeinerung der Heitler-London-Näherung für die Bildung zweiatomiger Moleküle begründet werden (siehe das einschlägige Unterkapitel in Magnetismus). Für eindimensionale Systeme kann es exakt gelöst werden (s. u.); in zwei und drei Dimensionen gibt es dagegen nur genäherte Lösungen, z. B. mit Quanten-Monte-Carlo-Methoden.

## Erläuterungen
Obwohl die Auswirkung der Austauschwechselwirkung magnetischer Natur sind (d. h. Magnetismus beschreiben), ist ihre Ursache eben nicht magnetischer Natur, sondern liegt in der elektrischen Abstoßung und dem Pauli-Prinzip begründet. Im Allgemeinen ist die direkte magnetische Wechselwirkung zwischen den magnetische Momenten eines Elektronenpaares um Größenordnungen kleiner als die Austauschwechselwirkung.

## Verallgemeinerungen
Das Heisenberg-Modell kann verallgemeinert werden, indem man die Kopplungskonstante richtungsabhängig macht (d. h. indem man von isotropen zu anisotropen Systemen übergeht).
{\displaystyle {\begin{aligned}H_{\text{verallg. Heis}}&=-\sum _{\langle i,j\rangle }\left(J^{x}S_{i}^{x}S_{j}^{x}+J^{y}S_{i}^{y}S_{j}^{y}+J^{z}S_{i}^{z}S_{j}^{z}\right)\qquad {\text{mit }}i,j\;\mathrm {n{\ddot {a}}chste} {\text{ Nachbarn}}\end{aligned}}}
Ein Spezialfall des verallgemeinerten Heisenberg-Modells ist das XXZ-Modell, das seinen Namen daher hat, dass die Kopplungskonstante in zwei Richtungen übereinstimmt (d. h. {\displaystyle J_{x}=J_{y}=J}) und in z-Richtung davon abweicht ({\displaystyle J_{z}=\Delta }):
{\displaystyle {\begin{aligned}H_{\text{XXZ}}&=-\sum _{\langle i,j\rangle }\left[J\left(S_{i}^{x}S_{j}^{x}+S_{i}^{y}S_{j}^{y}\right)+\Delta S_{i}^{z}S_{j}^{z}\right]\qquad {\text{mit }}i,j\;\mathrm {n{\ddot {a}}chste} {\text{ Nachbarn}}\\&=-\sum _{\langle i,j\rangle }\left[{\frac {J}{2}}\left(S_{i}^{+}S_{j}^{-}+S_{i}^{-}S_{j}^{+}\right)+\Delta S_{i}^{z}S_{j}^{z}\right]\end{aligned}}}
Das Heisenberg-Modell und seine Spezialfälle werden oft im Zusammenhang mit einem angelegten Magnetfeld {\displaystyle h=g_{J}\mu _{\mathrm {B} }B_{0}} in z-Richtung betrachtet. Der Hamiltonian lautet dann:
{\displaystyle {\begin{aligned}H_{\text{verallg. Heis,h}}&=-\sum _{\langle i,j\rangle }\left(J^{x}S_{i}^{x}S_{j}^{x}+J^{y}S_{i}^{y}S_{j}^{y}+J^{z}S_{i}^{z}S_{j}^{z}\right)-h\sum _{i}S_{i}^{z}\end{aligned}}}
Eine weitere Verallgemeinerung beinhaltet die Einbeziehung von Kopplungen nicht nur zwischen nächsten Nachbarn sowie von Inhomogenitäten, {\displaystyle J\rightarrow J_{ij}}:
{\displaystyle {\begin{aligned}H_{\text{verallg. Heis, inhom.}}&=-\sum _{\langle i,j\rangle }\left(J_{ij}^{x}S_{i}^{x}S_{j}^{x}+J_{ij}^{y}S_{i}^{y}S_{j}^{y}+J_{ij}^{z}S_{i}^{z}S_{j}^{z}\right)\quad {\text{mit }}i,j\;\mathrm {Gitterpl{\ddot {a}}tze} \end{aligned}}}
Die Übergänge zum XY-Modell und zum Ising-Modell lassen sich am besten im n-Vektor-Modell darstellen.

## Modell im k-Raum
Zur Analyse des Modells und zur Betrachtung der Anregungen ist es sinnvoll, das Modell im k-Raum zu betrachten. Die Transformation (diskrete Fouriertransformation) für die Spinoperatoren {\displaystyle a\in \{x,y,z,+,-\}} lautet:
{\displaystyle S^{a}({\vec {k}})=\sum _{i}e^{i{\vec {k}}\cdot {\vec {R}}_{i}}S_{i}^{a}}
Das verallgemeinerte Heisenbergmodell im Magnetfeld ohne Richtungsabhängigkeit {\displaystyle (J_{ij}^{x}=J_{ij}^{y}=J_{ij}^{z})} mit {\displaystyle J_{ij}=J_{ji}} und {\displaystyle J_{ii}=0} lässt sich dann schreiben als
{\displaystyle {\begin{aligned}H_{\text{heis,k}}&=-{\frac {1}{N}}\sum _{\vec {k}}J({\vec {k}})\left(S^{+}({\vec {k}})S^{-}(-{\vec {k}})+S^{z}({\vec {k}})S^{z}(-{\vec {k}})\right)-hS^{z}(0)\end{aligned}},}
wobei auch die Austauschintegrale von der Kreiswellenzahl {\displaystyle {\vec {k}}} abhängen:
{\displaystyle J({\vec {k}})={\frac {1}{N}}\sum _{ij}J_{ij}e^{i{\vec {k}}\cdot ({\vec {R}}_{i}-{\vec {R}}_{j})}}

## Grundzustand
In diesem Abschnitt wird der Grundzustand des verallgemeinerte Heisenberg-Modells im Magnetfeld ohne Richtungsabhängigkeit betrachtet. Der Grundzustand ist der Eigenzustand des Systems mit der geringsten Energie. Dieser ist stark abhängig von den Vorzeichen der Kopplungskonstanten:
{\displaystyle {\begin{aligned}{\text{alle}}\quad J_{ij}>0:&\qquad {\text{Ferromagnet}}\\{\text{alle}}\quad J_{ij}<0:&\qquad {\text{Anti-Ferromagnet/Ferrimagnet}}\end{aligned}}}

### Ferromagnetischer Grundzustand
Für {\displaystyle J>0} ist es für die Spins energetisch günstiger, sich in dieselbe Richtung auszurichten, und man spricht von einem ferromagnetischen Grundzustand {\displaystyle |F\rangle }. Unter Drehung aller Spinvektoren ändert sich das Heisenberg-Modell nicht, es ist also invariant unter einer Rotation. Aufgrund der Rotationsinvarianz ist keine Richtung ausgezeichnet, daher wird die Ausrichtung in z-Richtung angenommen. Die Richtung im Festkörper wird durch Anisotropien oder durch ein schwaches angelegtes Magnetfeld bestimmt. Spezialisiert man noch
{\displaystyle J_{0}=\sum _{i}J_{ij}=\sum _{j}J_{ij},}
dann kann die Energie des Grundzustands angegeben werden als:
{\displaystyle {\begin{aligned}H|F\rangle =&E_{0}|F\rangle \\{\text{mit}}\qquad &E_{0}=-NJ_{0}\hbar ^{2}S^{2}-NhS\end{aligned}}}
Dabei wurde der Eigenwert des {\displaystyle S_{i}^{z}}-Operators als {\displaystyle S_{i}^{z}|F\rangle =\hbar S|F\rangle } benutzt. Für das Spin-1/2-Heisenberg-Modell ist {\displaystyle S=1/2}.

### Ferri- bzw. antiferromagnetischer Grundzustand
Für {\displaystyle J<0} ist es energetisch günstiger, wenn benachbarte Spins in unterschiedliche Richtungen zeigen. Der Grundzustand ist daher stark vom unterliegenden Kristallgitter abhängig, er kann u. a. antiferromagnetisch oder ferrimagnetisch sein. Für spezielle Kristallgitter kann es zu magnetischer Frustration kommen, siehe geometrische Frustration und Spin-Glas.

## Magnonen und Spinwellen
In diesem Abschnitt werden die Anregungen aus dem ferromagnetischen Grundzustand des verallgemeinerten Heisenberg-Modells im Magnetfeld ohne Richtungsabhängigkeit betrachtet. Die Anregungszustände werden dem Quasiteilchen Magnon zugeordnet. Es handelt sich dabei um kollektive Anregungen des gesamten Kristallgitters, die demnach auch als Spinwellen bezeichnet werden.
Die einmalige Anwendung des {\displaystyle S^{-}({\vec {k}})}-Operators auf den ferromagnetischen Grundzustand gibt einen angeregten Eigenzustand des Heisenberg-Modells und wird (normierter) Ein-Magnonenzustand genannt:
{\displaystyle |{\vec {k}}\rangle ={\frac {1}{\hbar {\sqrt {2SN}}}}S^{-}({\vec {k}})|F\rangle }
Die zugehörige Energie des Zustands ist gegeben als:
{\displaystyle E({\vec {k}})=E_{0}+\hbar \omega ({\vec {k}})\qquad {\text{mit}}\qquad \hbar \omega ({\vec {k}})=\hbar h+2S\hbar ^{2}(J_{0}-J({\vec {k}}))}
Die Anregungsenergie {\displaystyle \hbar \omega ({\vec {k}})} wird dem Magnon-Quasiteilchen zugeschrieben. Betrachtet man den Erwartungswert des {\displaystyle S_{i}^{z}}-Operators auf diesen Zustand, so erhält man:
{\displaystyle \langle {\vec {k}}|S_{i}^{z}|{\vec {k}}\rangle =\hbar \left(S-{\frac {1}{N}}\right)}
Dabei ist die linke Seite der Gleichung nicht mehr vom Platz i abhängig. Anschaulich bedeutet dies, dass die Anregung aus dem Grundzustand (Ein-Magnonenzustand) nicht durch das einfache Umklappen eines Spins auf einem Gitterplatz erzeugt wird, sondern dass der Ein-Magnonenzustand über das Gitter gleichmäßig verteilt ist. Daher wird der Zustand {\displaystyle |{\vec {k}}\rangle } als kollektive Anregung angesehen und als Spinwelle bezeichnet.

## 1D-Heisenberg-Modell
Im eindimensionalen Heisenberg-Modell sind die Spins aufgereiht auf einer Kette. Bei periodischen Randbedingungen ist die Kette zu einem Ring geschlossen. Die Eigenzustände und Eigenenergien für das eindimensionale Heisenberg-Modell wurden 1931 von Hans Bethe mit dem Bethe-Ansatz exakt bestimmt.

### Eigenvektoren und Eigenzustände
Da der {\displaystyle S_{z}^{\text{tot}}}-Operator mit dem Hamiltonoperator kommutiert, zerfällt der ganze Hilbertraum in verschiedene Unterräume, die einzeln diagonalisiert werden können.
{\displaystyle [S_{z}^{\text{tot}},H]=\sum _{i=1}^{N}[S_{i}^{z},H]=0}
Die verschiedenen Unterräume können durch ihre {\displaystyle S_{z}^{\text{tot}}=-N\dots N} Quantenzahlen beschrieben werden. Das heißt, dass die Eigenvektoren Superpositionen aus Basiszuständen mit derselben {\displaystyle S_{z}^{\text{tot}}} Quantenzahl sind. Im Bethe-Ansatz werden diese Zustände mittels der umgeklappten Zustände vom ferromagnetischen Grundzustand klassifiziert. Zum Beispiel wird der Zustand mit zwei umgeklappten Spins (also {\displaystyle S_{z}^{\text{tot}}=N-2}) an den Gitterplätzen {\displaystyle n_{1}} und {\displaystyle n_{2}} angegeben als:
{\displaystyle |n_{1}n_{2}\rangle =|\uparrow \uparrow \underbrace {\downarrow } _{n_{1}}\uparrow \dots \uparrow \underbrace {\downarrow } _{n_{2}}\uparrow \dots \uparrow \rangle }
Die Eigenvektoren in einem Unterraum mit einer {\displaystyle S_{z}} Quantenzahl {\displaystyle S_{z}=N-r} sind Superpositionen aus allen möglichen Zuständen {\displaystyle |n_{1},n_{2},\dots ,n_{N-r}\rangle :}
{\displaystyle |\Psi \rangle =\sum _{n1<n2<\dots <n_{r}}^{N}a(n_{1},n_{2},\dots ,n_{r})|n_{1},n_{2},\dots ,n_{r}\rangle }
Die Koeffizienten sind ebene Wellen und durch den Bethe-Ansatz gegeben:
{\displaystyle a(n_{1},\dots ,n_{r})=\sum _{P\in S_{r}}\exp \left(i\sum _{j=1}^{r}k_{P_{j}}n_{j}+i\sum _{i<j}\theta _{P_{i}P_{j}}\right)}
Die Parameter können über die Gleichungen des Bethe-Ansatzes bestimmt werden:
{\displaystyle {\begin{alignedat}{2}2\cot {\frac {\theta _{ij}}{2}}&=\cot {\frac {k_{i}}{2}}-\cot {\frac {k_{j}}{2}}&\qquad {\text{mit}}\quad &i,j=1,\dots ,r\\Nk_{i}&=2\pi \lambda _{i}+\sum _{j\neq i}\theta _{ij}&&\lambda _{i}={1,\dots ,N-1}\end{alignedat}}}
Die Eigenvektoren sind gegeben durch alle Kombinationen der Bethe-Quantenzahlen {\displaystyle (\lambda _{1},\dots ,\lambda _{r})}, die die Gleichungen des Bethe-Ansatzes erfüllen. Eine Klassifikation der Eigenvektoren ist also über die Bethe-Quantenzahlen möglich. Die Bestimmung aller Eigenvektoren ist allerdings nicht trivial. Die zugehörige Energie des Zustands ist gegeben als:
{\displaystyle (E-E_{0})=J\sum _{j=1}^{r}(1-\cos k_{j})}

### Jordan-Wigner-Transformation
Das 1D-Heisenberg-Modell kann bei periodischen Randbedingungen mittels einer Jordan-Wigner-Transformation auf spinlose Fermionen auf einer Kette mit lediglich nächster Nachbarwechselwirkung abgebildet werden. Der Hamiltonian {\displaystyle H_{\text{Heis}}} des 1D-Heisenberg Modells kann demnach geschrieben werden als:
{\displaystyle {\begin{aligned}H_{\text{Heis}}&=-J\sum _{n=1}^{N}{\vec {S}}_{n}\cdot {\vec {S}}_{n+1}=-J\sum _{n=1}^{N}\left[{\frac {1}{2}}(S_{n}^{+}S_{n+1}^{-}+S_{n}^{-}S_{n+1}^{+})+S_{n}^{z}S_{n+1}^{z}\right]\\&=-J\sum _{i=1}^{N}\left[\left(c_{i}^{\dagger }c_{i+1}+{\text{h.c}}\right)+\left(c_{i}^{\dagger }c_{i}-{\frac {1}{2}}\right)\left(c_{i+1}^{\dagger }c_{i+1}-{\frac {1}{2}}\right)\right]\\&=H_{0}+H_{J}\end{aligned}}}
Die {\displaystyle c_{i},c_{i}^{\dagger }} sind Erzeugungs- und Vernichtungsoperatoren für spinlose Fermionen.